# Čečelovice
Cehnice falu és önkormányzat (obec) Csehország Dél-csehországi kerületének Strakonicei járásában. Területe 6,55 km², lakosainak száma 163 (2008. 12. 31). A falu Strakonicétől mintegy 15 km-re északnyugatra, České Budějovicétől 66 km-re északnyugatra, és Prágától 92 km-re délnyugatra fekszik.
A település első írásos említése 1412-ből származik.

## Népesség
A település népessége az elmúlt években az alábbi módon változott:
| Lakosok száma | 467  | 477  | 462  | 280  | 211  | 150  | 194  | 196  | 187  | 195  |
|               | 1869 | 1890 | 1921 | 1950 | 1980 | 2001 | 2017 | 2019 | 2022 | 2024 |